# Ernest Grégoire

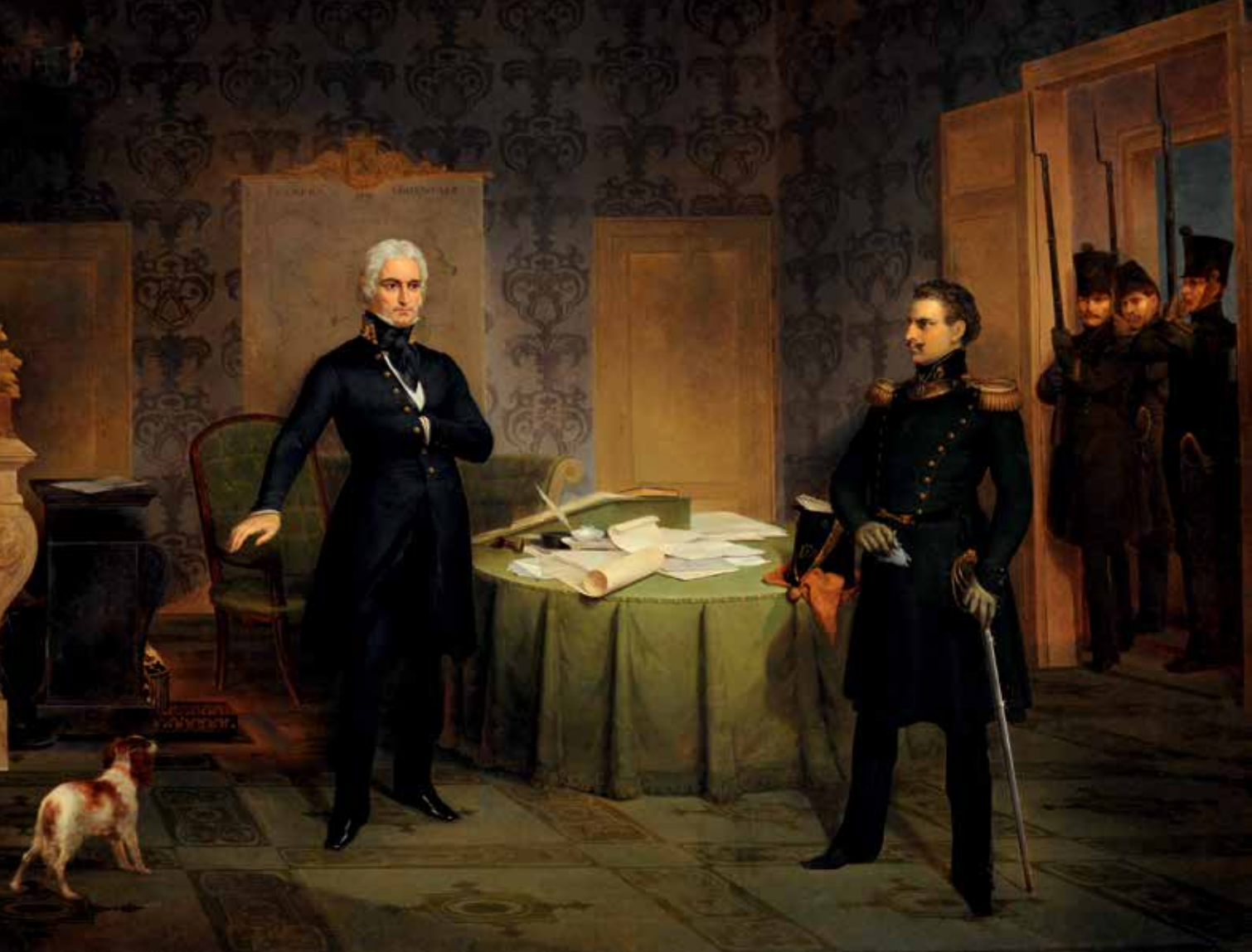
Poging tot staatsgreep in Gent door luitenant-kolonel Grégoire (J. Van der Plaetsen)

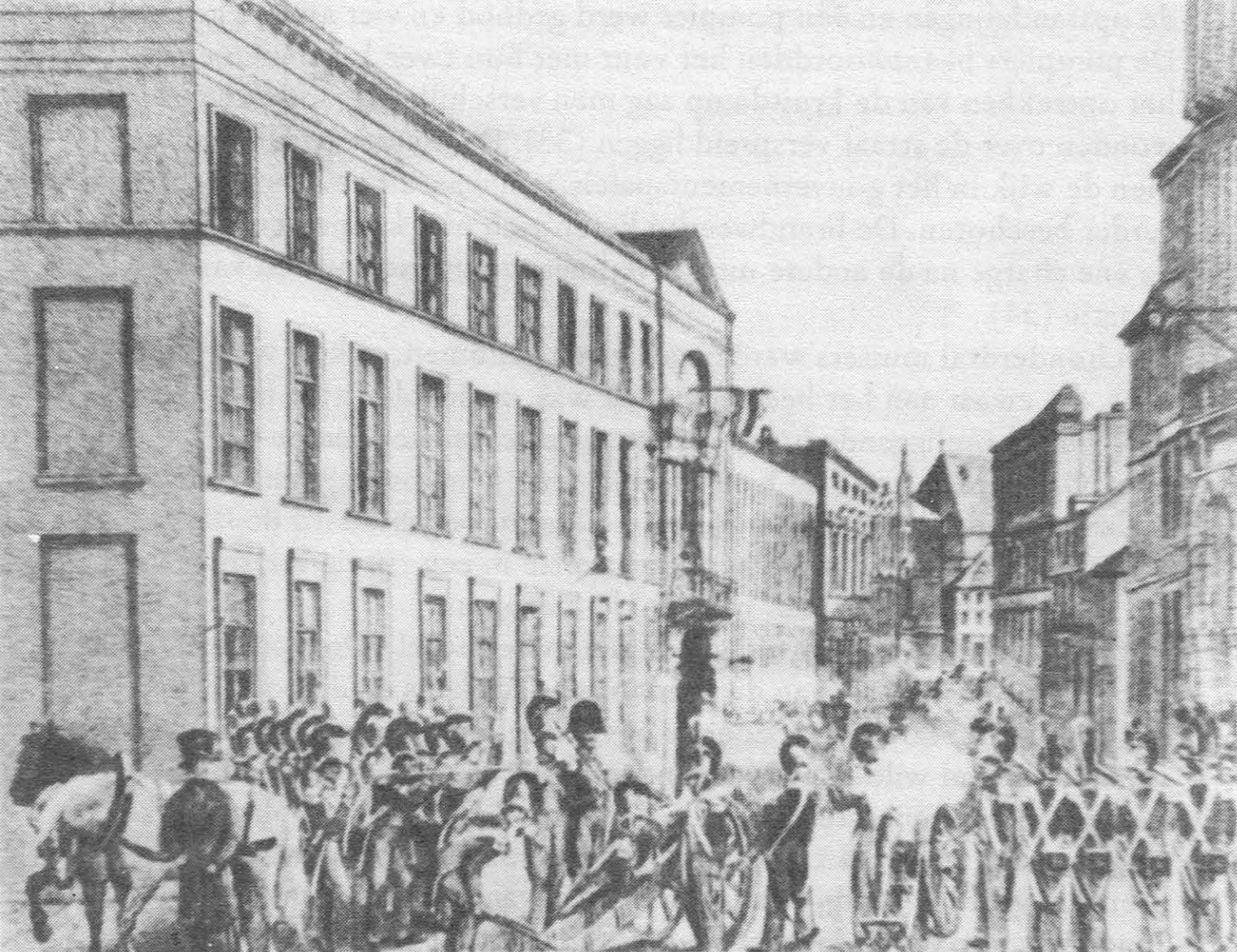
Gravure van de mislukte coup aan het Gouvernementspaleis op 2 februari 1831

Ernest Grégoire  (Charleville, rond 1800 – Nancy?, na 1870), was een Frans arts, officier en avonturier die streed in de Belgische Revolutie van 1830. Hij vocht in 1830 aan Belgische zijde maar liep in 1831 over naar de orangisten.

## 1830
Met zijn radicale overtuigingen sloot Ernest Grégoire zich in september aan bij de republikeinse club Réunion centrale, die de revolutie aanstuurde. Aan de vooravond van de Septemberdagen, toen het leger buiten de poorten onoverwinnelijk leek en de opstandelingenleiders vreesden voor terechtstelling, bleef Grégoire als een van de weinigen op post. Met Charles Pletinckx en Anne-François Mellinet organiseerde hij de verdediging. Hij liet de gemene muren van de huizen aan het Warandepark doorslaan, zodat sluipschutters hun dodelijke werk beter konden verrichten. 
Na de verjaging van het koninklijk leger uit Brussel, bood hij zijn diensten aan aan het Voorlopig Bewind. Hij werd benoemd tot commissaris en naar het noorden van Vlaanderen gestuurd om aan het hoofd van zijn vrijwilligersbrigade "Corps de Roubaix" de adhesie aan het nieuwe bewind te verzekeren. Met dit korps, dat aanvankelijk bestond uit 70 à 80 vrijwilligers, richtte hij zich eerst op de Oranjegezinde stadsbesturen van Lokeren en Sint-Niklaas, om dan vanaf 17 oktober 1830 naar Zeeuws-Vlaanderen te trekken. Hij nam zonder slag of stoot Sas van Gent in en trok daarna met zijn korps van gemeente naar gemeente. Hij eiste dat de gemeentebesturen de Brabantse driekleur zouden hijsen en het Voorlopig Bewind in Brussel erkennen. Aanvankelijk verliep dit vrij vlot en zonder bloedvergieten. Op 22 oktober bekwam hij de adhesie van Hulst, waar de katholieken het bestuur overnamen. 
Het korps van Grégoire, dat inmiddels bestond uit 600 man geregelde troepen en meer dan 1 000 meelopers, verenigde zich met de troepen van Louis-Adolphe de Pontécoulant in Sluis. Ze slaagden er niet in Oostburg te veroveren en werden eind oktober bij Aardenburg verslagen door Nederlandse troepen onder aanvoering van overste Jospeh Ledel. Tussen Grégoire en De Pontécoulant was de verstandhouding slecht. Die laatste probeerde afzonderlijk Oostburg in te nemen, werd afgeslagen en trok zich terug naar Brugge. Grégoire reorganiseerde zijn troepen en deed vanuit Aardenburg een nieuwe poging op Oostburg, maar hij moest zich eveneens terugtrekken en werd van zijn bevel ontheven. Op 6 november verliet hij Zeeuws-Vlaanderen.

## 1831
Na de ontbinding van de vrijkorpsen werd Grégoire luitenant-kolonel van het 2e bataljon Tirailleurs (zo'n 300 man) in Brugge. Ontevreden over deze positie in het Belgische leger, bood hij zijn diensten aan aan de orangisten. Hij was de uitvoerende leider van een mislukte orangistische coup in Gent. Op 1 februari vertrok hij met zijn ongeregelde bataljon uit Brugge, dat de volgende dag het Gentse gouvernementspaleis innam. Gewapende spuitgasten onder majoor Van der Poele, waaronder Benoît Rolliers, wisten gouverneur Werner de Lamberts-Cortenbach te ontzetten en verdreven de coupplegers ten koste van enkele doden. Grégoire vluchtte naar Eeklo, waar hij op 4 februari werd gearresteerd. Op vordering van Charles-Victor de Bavay veroordeelde het assisenhof van Brabant hem op 13 juni tot tien jaar opsluiting met tepronkstelling. Zijn medeplichtige, kapitein Albert De Bast, kreeg vijf jaar zonder tentoonstelling. In beroep schold het hof van Bergen deze straffen kwijt. Grégoire kwam vrij op 3 oktober 1831 en trok naar Nederland, waar hij dienst nam in het leger van zijn broodheer. Uit het Belgisch leger werd hij op 3 december ontslagen onder de vermelding "deserteur".

## Krantenprojecten
Grégoire vestigde zich in 1836 in Trier met de bedoeling er een katholiek dagblad uit te brengen. Hij kreeg echter geen toestemming en verhuisde naar Luxemburg, waar zijn Luxemburger Zeitung gedurende een tweetal jaar verscheen (1844-1845).
- Bibliothèque nationale de France: cb106170948 (data)
- International Standard Name Identifier: 0000 0003 6055 5916
- Virtual International Authority File: 220787884